# Wikiwand

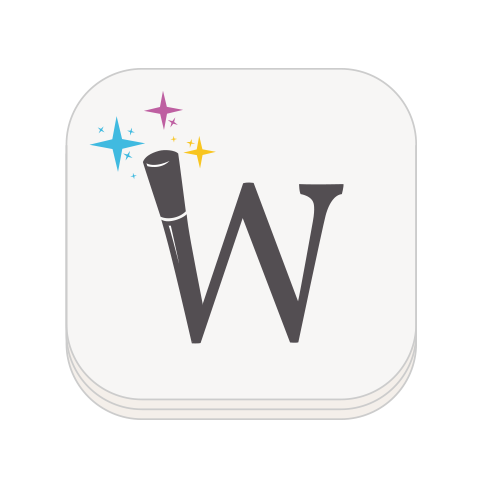
Wikiwand-logo

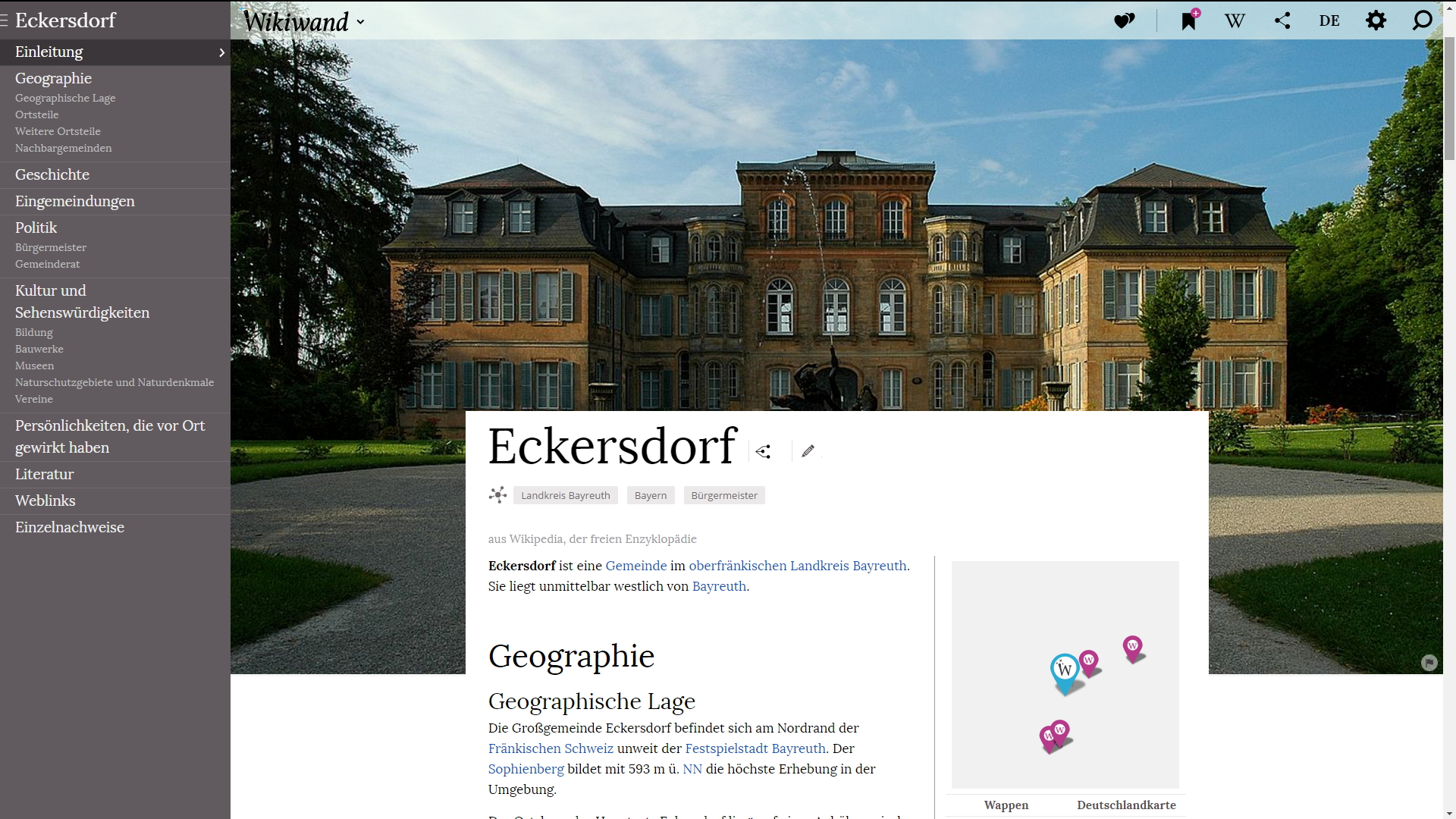
Wikiwand-screenshot

Wikiwand is een gepatenteerde software-interface die is ontwikkeld voor het bekijken van artikelen van Wikipedia en die beschikbaar is voor diverse populaire webbrowsers als een gratis browser-extensie of een applicatie voor een smartphone.

## Geschiedenis
Wikiwand (oorspronkelijk gespeld als WikiWand) is in 2013 opgericht door Lior Grossman en Ilan Lewin en officieel gelanceerd in augustus 2014. De interface bestaat uit een menu aan de zijkant, een navigatiestrook, gepersonaliseerde links naar andere talen, nieuwe typografie en toegang tot voorheen gelinkte artikelen. De inhoudsopgave wordt voortdurend aan de linkerkant getoond.
Grossman over de nieuwe interface: "Wij vonden het niet logisch dat de op vier na populairste website ter wereld, die door een half miljard mensen wordt gebruikt, een interface heeft die al meer dan tien jaar niet is bijgewerkt. We vonden de interface van Wikipedia rommelig, moeilijk te lezen (grote blokken met kleine tekst), moeilijk te navigeren, en tekortschieten in termen van bruikbaarheid."

## Beschikbaarheid
De interface is beschikbaar voor Chrome, Safari en Firefox alsmede via de website van Wikiwand.
In maart 2015 bracht Wikiwand een iOS app voor de iPhone en iPad uit.

## Financiering
Wikiwand was in staat om 600.000 Amerikaanse dollars te verwerven om de ontwikkeling van de verbeterde interface te financieren. In februari 2016 veranderde Wikiwand het verdienmodel van een gratis dienst met advertenties naar een betaalde abonneedienst. Tegenwoordig is Wikiwand opnieuw een gratis dienst die advertenties alleen aan webgebruikers toont, terwijl gebruikers van de browserextensie zijn daarvan vrijgesteld. Het heeft verklaard dat het 30% van de winst aan de Wikimedia Foundation wil doneren.